# 旧横須賀鎮守府庁舎
旧横須賀鎮守府庁舎（きゅうよこすかちんじゅふちょうしゃ）は、神奈川県横須賀市に設置されていた大日本帝国海軍横須賀鎮守府の庁舎。昭和20年（1945年）の終戦後、連合軍に接収され、現在は在日米海軍司令部庁舎となっている。なお当記事では明治23年（1890年）4月に竣工し、大正12年（1923年）9月の関東大震災によって倒壊した初代の鎮守府庁舎と、昭和9年（1934年）頃に完成した、旧鎮守府庁舎隣の旧横須賀鎮守府会議所・横須賀海軍艦船部（現在は米海軍横須賀基地司令部庁舎）についても説明する。

## 概要
明治17年（1884年）12月に設置された横須賀鎮守府では、明治20年（1887年）に鎮守府庁舎の建設が開始され、明治23年（1890年）4月に歴史主義建築である初代の鎮守府庁舎が竣工する。しかし大正12年（1923年）9月の関東大震災によって倒壊した。その後大正15年（1926年）3月には二代目の鎮守府庁舎が起工され、同年10月には竣工した。関東大震災によって大きな被害を蒙った横須賀鎮守府や横須賀海軍工廠では震災後、耐震防火設計に配慮した建物が再建されていったが、横須賀鎮守府の二代目庁舎も柔構造を基本とした耐震設計が取り入れられ、出火対策も取られた建築がなされた。また二代目の鎮守府庁舎は歴史主義建築であった初代の庁舎と異なり、近代的なデザインの建物となった。
鎮守府庁舎の隣には平屋建ての会議所の建設が計画されたが、再建された横須賀鎮守府の三階にあった人事部と艦船部が手狭となったこともあり、二階建ての建物として一階に艦船部庁舎と会議所附属室が入居する計画へと変更された。横須賀鎮守府会議所・横須賀海軍艦船部は昭和9年（1934年）頃に完成したと考えられる。
昭和20年（1945年）の終戦後、横須賀鎮守府は連合軍に接収された。横須賀鎮守府庁舎もまた接収され、現在旧横須賀鎮守府庁舎は在日米海軍司令部として使用されている。また隣の旧横須賀鎮守府会議所・横須賀海軍艦船部については、一階は米海軍横須賀基地司令部、二階は多目的ホールとなっている。

## 横須賀鎮守府の成立と鎮守府庁舎建設
明治9年（1876年）に横浜市に設置された東海鎮守府は、明治17年（1884年）12月には横須賀に移転し、横須賀鎮守府となった。移転直後の横須賀鎮守府は、既設の横須賀造船所の官舎の一部を間借りしていた。
横須賀鎮守府は明治19年（1888年）に造船部を設置し、明治22年（1891年）5月になって横須賀造船所は廃止され横須賀鎮守府造船部に統合される。横須賀鎮守府の機能が充実していく中、横須賀造船所の官舎を間借りしていた横須賀鎮守府の庁舎では手狭となって業務の執行に支障をきたすようになり、また建物そのものの老朽化も目立ってきた。更には横須賀に来航する外国艦船などの賓客を迎えるにあたっても、間借りの鎮守府庁舎では不都合が大きいと認識されるようになった。
このような状況下、明治20年（1887年）に横須賀鎮守府庁舎の建設が開始された。同時期には呉軍港司令部（後の呉鎮守府）と佐世保軍港司令部（後の佐世保鎮守府）でも庁舎建設が進められており、横須賀鎮守府でも鎮守府庁舎の建設が進められることになった。

## 初代横須賀鎮守府庁舎
明治20年（1887年）、横須賀鎮守府庁舎の建設が開始された。まず横須賀造船所に連なる丘陵部を崩して用地を造成し、庁舎建設が進められた。初代横須賀鎮守府の設計者は横須賀鎮守府建築部筆頭技師であった渡辺五郎であった。またやはり横須賀鎮守府建築部に在籍していた林忠恕が渡辺の設計を補助したと考えられている。林は明治10年（1877年）に完成した大審院庁舎など、官公庁の建築設計に広く携わっており、横須賀鎮守府庁舎は林が携わった最後の本格的な庁舎建築であった。
初代の横須賀鎮守府庁舎は明治23年（1890年）4月に竣工した。庁舎は煉瓦造二階建てであり、建物の中央部には車寄せを設け、中央部の軒上にはペディメントを設け大きく菊花紋章をあしらい、両翼には寄棟屋根を載せ、胴蛇腹を張り出させた、全体として左右対称形の歴史主義建築であった。なお初代の横須賀鎮守府庁舎の竣工後、横須賀鎮守府管下の官庁建築として木造の歴史主義建築が多く建設された。大正時代に入る頃からは、横須賀鎮守府管下で鉄筋コンクリート造の建物が建設されるようになってきたが、依然として煉瓦造りの歴史主義建築の建物の建設も続けられていた。

## 関東大震災による倒壊と横須賀鎮守府庁舎の再建

### 関東大震災による倒壊
初代の横須賀鎮守府庁舎は、大正12年（1923年）9月1日に発生した関東大震災によって倒壊した。横須賀鎮守府関連の施設では、鎮守府庁舎と同じ煉瓦造の建物は、横須賀海軍工廠庁舎以外全て大規模な損傷ないし倒壊するなど、木造と煉瓦造の建物は大きな被害を受けた。一方鉄骨造や鉄筋コンクリート造の建物の被害は比較的軽微であった。また横須賀市内では大震災によって火災が発生し、海軍機関学校の校舎が全焼するなど大きな被害を受けた。地震とそれに伴う火災による甚大な被害を目の当たりにした海軍省は、震災後の復旧では、耐震防火建築を用いた建物を建設する方針を立てた。

### 横須賀鎮守府庁舎の再建
大正14年（1925年）12月、海軍省が発令した指示に基づき、関東大震災で倒壊した横須賀鎮守府庁舎に代わる新庁舎の設計が開始された。設計を担当したのは、横須賀鎮守府建築部技師の島田秀夫と技手の樋口一夫、菊地秀夫の三名であった。新庁舎は倒壊した旧庁舎の跡地に大正15年（1926年）3月11日起工された。
新庁舎の建設を受注したのは横須賀に設立され、海軍関連の工事を多く請け負っていた馬淵組であった。新庁舎建設に際して馬淵組に与えられた工期は8ヶ月足らずと短いものであったが、当時「突貫の馬淵」と呼ばれていた馬淵組は、鉄骨の搬入や組み立てにクレーンを用いるなど工期の短縮に努力した結果、工期を守ることができた。同年10月15日には建物本体が竣工し、11月25日には落成式が行なわれた。
二代目の横須賀鎮守府庁舎は、鉄骨造の三階建てで総建坪675坪、総工費は237,276円であった。建物の中央には車寄せが設けられているが、屋根は無装飾の陸屋根であり、全体として箱型をした建物となっており、歴史主義建築であった初代の庁舎とは対照的に、近代的なデザインの建築であった。横須賀の海軍関連の建築物では、大正2年（1913年）に竣工した旧横須賀海軍工廠造兵部庁舎製図工場など、大正初期から歴史主義建築ではなく近代的デザインの建築物が建てられるようになっており、当時の日本の建築界が歴史主義建築から近代的建築へと主流が移りつつある動きと相まって、二代目の横須賀鎮守府庁舎は近代的デザインの建築物として建設されることになったと考えられている。

### 新庁舎と耐震・防火設計
二代目の横須賀鎮守府庁舎は、主体部は鉄骨造であった。建物の外壁については鉄骨に鉄網セメントガン吹き付けの上にタイル張りを行い、内壁は鉄網モルタル及び漆喰塗りであった。そして屋根と床スラブについては鉄筋コンクリート造であった。つまり二代目の横須賀鎮守府庁舎では、鉄骨造と鉄筋コンクリート造を組み合わせた建築が採用された。
日本初の鉄筋コンクリート造の建物は、海軍に所属した土木技師であった真島健三郎によって設計された、明治38年（1905年）に竣工した佐世保海軍工廠汽罐室及び賄所であった。その後各地の海軍施設では鉄筋コンクリート造の建造物が建てられるようになっていた。真島は大正12年（1923年）4月には海軍省の建築組織の技術者を統括する海軍建築局長となったが、その直後には関東大震災が発生し、真島は震災後の耐震防火建築による海軍関連施設の復旧の総責任者となった。真島は日本最初の鉄筋コンクリート造の建物を設計したことからもわかるように、当初は鉄筋コンクリート建築の推進者であったが、海軍建築局長となった頃には鉄筋コンクリート造の建物の耐震性に疑問を持つようになっており、鉄骨造による柔構造によって耐震性の向上を図ることを提唱するようになっていた。当時耐震設計としては真島以外に東京帝国大学工学部建築科教授であった佐野利器は、柱や梁など建物の接合部分を強化し、地震動による変形を避ける剛構造を提唱しており、真島と佐野の間では柔剛論争と呼ばれる論争が繰り広げられた。
真島は大正13年（1924年）の土木学会誌上で柱や梁を鉄骨構造とし、外壁及び内壁は薄い鉄筋コンクリートか鉄網モルタル吹き付けの軽めの構造とする一方、床屋根は鉄筋コンクリートを用いるという耐震建築について発表した。そして大正15年（1926年）の土木学会誌上で「重層架構建築耐震構造論」という、柔構造による耐震建築の概要と耐震建築の計算例を発表した。現在、在日米海軍司令部庁舎となっている旧横須賀鎮守府庁舎では、改修工事に伴い平成14年（2002年）と平成16年（2004年）に調査が実施されたが、調査の結果、在日米海軍司令部庁舎の構造は真島が著した「重層架構建築耐震構造論」における計算例とよく一致しており、真島の柔構造論に基づき、二代目の横須賀鎮守府庁舎が建設されたことが明らかとなった。また伝えられている通り、建物の外壁は鉄骨に鉄網セメントガン吹き付けの上にタイル張り、内壁は鉄網モルタル及び漆喰塗りで、床スラブについては鉄筋コンクリート造であると見られることが判明し、これもまた真島の柔構造理論に良く合致している。
また二代目の横須賀鎮守府庁舎では、窓は全て単窓の上げ下げ窓となっている。これもやはり真島の柔構造理論に基づき、外壁面の強度を均一化することを目的として選択されたと考えられる。このように大正15年（1925年）に再建された横須賀鎮守府庁舎は、真島健三郎の柔構造理論に基づき建設された耐震建築であり、関東大震災後の耐震構造理論を採用した最初期の建造物の一つと考えられる。そして二代目の横須賀鎮守府庁舎の後、昭和初期には横須賀鎮守府管内で旧横須賀海軍工廠庁舎（現米海軍横須賀基地下士官クラブ）、旧横須賀海軍病院庁舎および兵舎（現米海軍横須賀病院庁舎及び病棟）などといった建物が、真島の柔構造理論に基づいて建設された。
そして関東大震災では地震動による建物の被害とともに、地震後に発生した火災による鉄骨造の建物の耐火性が大きな問題となり、震災後には鉄骨をコンクリート等の耐火物で包む対策が採られるようになった。再建された横須賀鎮守府庁舎でも鉄骨を耐火物で厚く覆うという工法を採用し、耐火性にも配慮した建築がなされた。

### 横須賀鎮守府会議所・横須賀海軍艦船部の建設

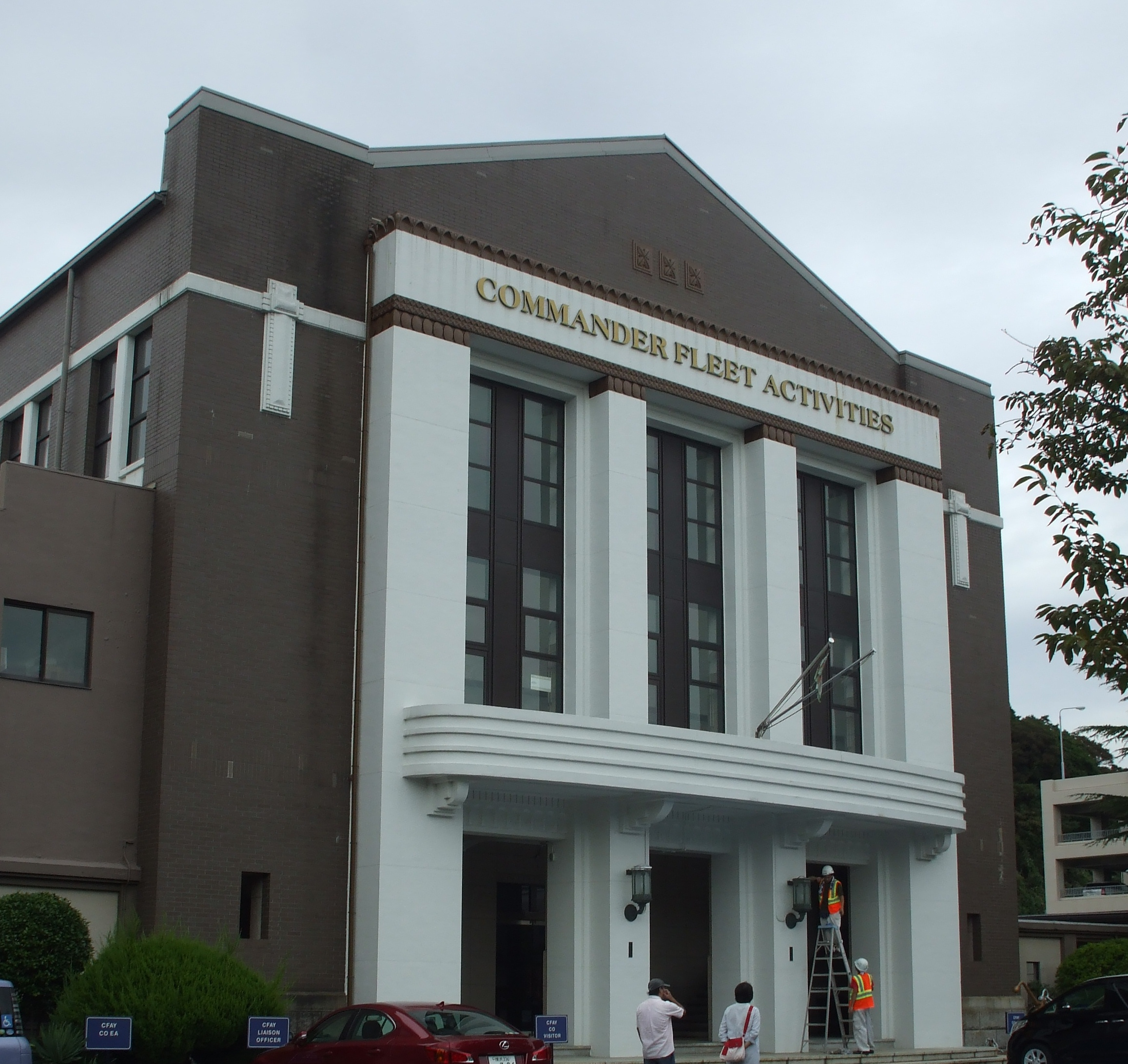
旧横須賀鎮守府会議所・横須賀海軍艦船部、現在は米海軍横須賀基地司令部庁舎。

横須賀鎮守府庁舎の隣には、鉄骨平屋建ての横須賀鎮守府会議所の建設が予定された。しかし鎮守府庁舎3階にあった人事部と艦船部が手狭となってきたため、平屋建ての計画を二階建てへと変更し、一階を艦船部庁舎と会議所附属室とする案が決定され、昭和9年（1934年）まで工事予算が組まれ建築が進められた。なお横須賀鎮守府会議所・横須賀海軍艦船部の設計者は現在のところ不明である。
横須賀鎮守府会議所・横須賀海軍艦船部は鉄骨造二階建てであり、外壁は小豆色の煉瓦タイル張りで覆われ、建物上部には三角破風を乗せ、建物中央部には柱頭飾りがある大きな柱形が立ち上がりエンタブラチュアを支え、三角破風や壁面、エンタブラチュアなどには装飾がほどこされるなど、装飾性に富んだ歴史主義建築の伝統を踏襲した建物となっている。
また建物内部も二階天井上部や鉄骨トラスに幾何学的な浮き彫りの装飾がなされるなど、建物全体としても横須賀鎮守府管内で関東大震災後に建設された建物の中では最も装飾性に富んだ建築物である。旧横須賀鎮守府会議所・横須賀海軍艦船部は現在、一階は米海軍横須賀基地司令部、二階は多目的ホールとして利用されている。

## 終戦後の接収と在日米海軍司令部庁舎となった旧横須賀鎮守府庁舎

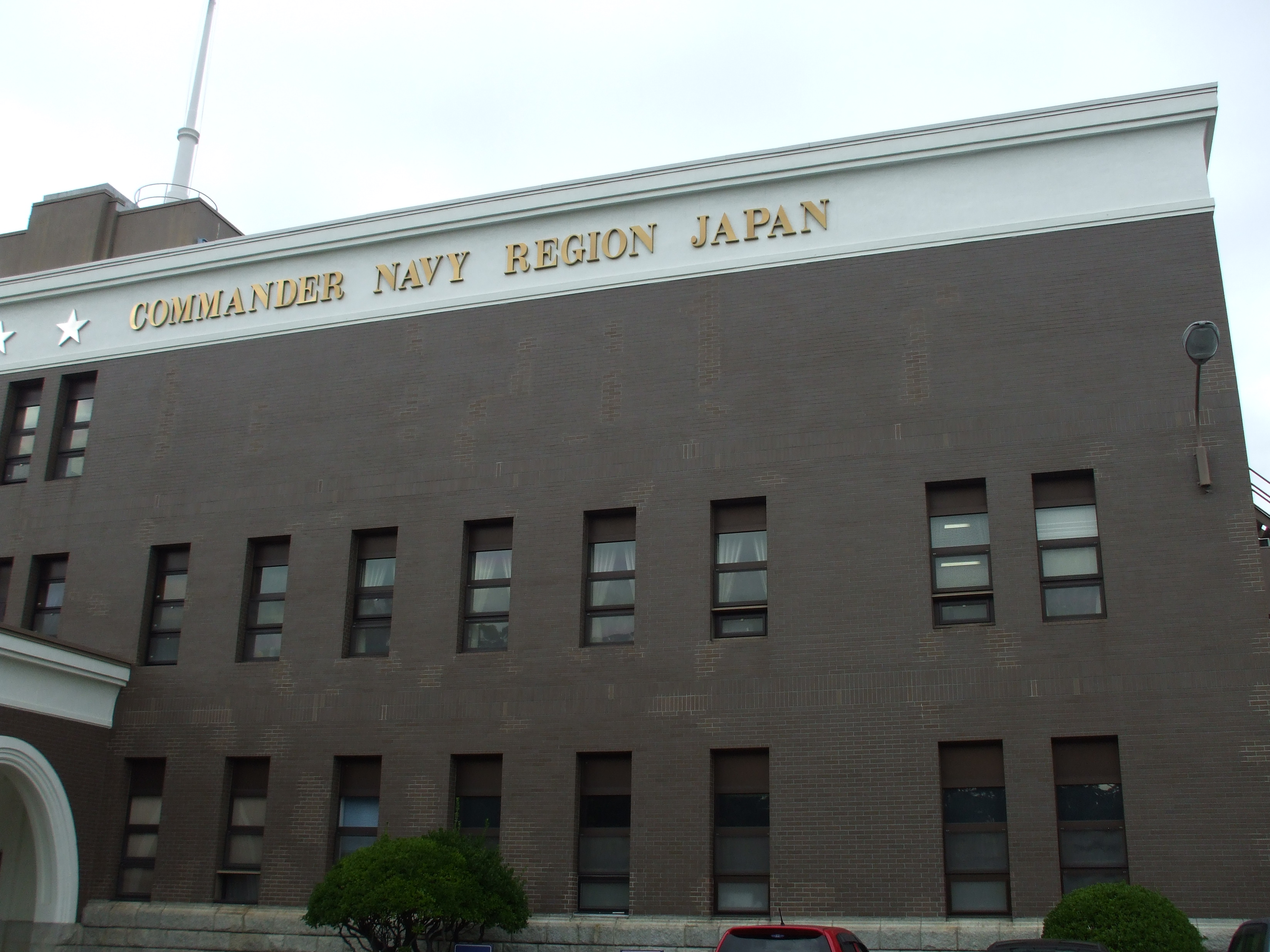
在日米海軍司令部庁舎の正面右側三階部分の窓が、塞がれていることがわかる。

第二次世界大戦の終戦後、昭和20年（1945年）8月30日に連合国軍が横須賀に進駐し、横須賀鎮守府庁舎には進駐したアメリカ軍によって星条旗が掲揚された。そして9月2日には横須賀鎮守府庁舎は他の横須賀鎮守府関連の施設とともに、正式に連合軍に接収された。昭和27年（1952年）4月28日、サンフランシスコ講和条約と日米安全保障条約が発効したことにより、連合国の占領軍から在日米軍としてアメリカ軍が駐留するようになった。そしてかつての横須賀鎮守府庁舎は在日米海軍司令部庁舎として現在も使用されている。
在日米海軍司令部庁舎となった後、建物の改築が行なわれたことがあると見られるが詳細については不明である。鎮守府庁舎時代から明らかに改変がなされた部分としては、内装の照明器具の一部が改変されており、また部屋のレイアウトも変更がなされた可能性がある。最も大きな改変は三階部分の窓のうち八ヵ所が塞がれてタイル壁になっている点である。これは昭和40年（1965年）頃に、アメリカ本国からの要請に基づき、情報を取り扱う部署がある三階部分について窓を塞ぐ改築がなされたというが、詳細は不明である。また現状の建物を見るとタイルによって窓が塞がれた部分と、他の壁面のタイルとの間に違いが見出せないため、壁面のタイルについては全面的に張り替えられた可能性が指摘されている。
また現状の建物には建物の後部に増築された張り出しがあるが、張り出し部分がいつ増築されたのかは全く不明であり、戦前の横須賀鎮守府庁舎時代であった可能性もある。
旧横須賀鎮守府庁舎は戦後、在日米海軍司令部庁舎として使用され続けているため、長い間学術調査が実施できなかった。平成14年（2002年）、横須賀海軍施設内のクレーン解体時に許可されて以降、基地内の施設調査が認められるようになり、横須賀市教育委員会が行なう調査結果について米海軍横須賀基地当局と横須賀市教育委員会が共有することとなった。旧横須賀鎮守府庁舎でも改修時等に調査が実施され、関東大震災後に行なわれるようになった耐震設計の草分け的な建造物であったことなど、貴重な知見が得られるようになった。